# Минзухар
Минзуха́р (болг. Минзухар) — село в Кирджалійській області Болгарії. Входить до складу общини Черноочене.

## Населення
За даними перепису населення 2011 року у селі проживали 480 осіб, з них 473 особи (99,8%) — турки.
Розподіл населення за віком у 2011 році:
Динаміка населення: